# Brain Wave
Brain Wave (Henry King Sr.) es un supervillano que aparece en el Universo de DC Comics, un enemigo recurrente de la Sociedad de la Justicia de América y miembro fundador de la Sociedad de la Injusticia; también es el padre del superhéroe Brainwave.
Brain Wave apareció en la primera y segunda temporada del programa del servicio de transmisión DC Universe y en la cadena The CW Stargirl, interpretado por Christopher James Baker.

## Historial de publicaciones
Brain Wave luchó contra la Sociedad de la Justicia de América con sus poderes psiónicos en la década de 1940, apareciendo por primera vez en All-Star Comics # 15 (febrero/marzo de 1943). El personaje hizo su primera aparición en una historia titulada "El hombre que creó imágenes" escrita por Gardner Fox con arte de Joe Gallagher.
En octubre de 1947, Brain Wave fue uno de los seis miembros originales de la Sociedad de la Injusticia, que comenzó a luchar contra la Sociedad de la Justicia de América en All Star Comics # 37 (octubre de 1947).

## Biografía ficticia
Henry King Sr. nació a principios de la década de 1910 como un metahumano con vastos atributos mentales. Introvertido, encontró consuelo en la lectura de libros, y un día aprendió a crear imágenes tridimensionales de los personajes a partir de ellos, como Sir Lancelot de la Mesa Redonda. Se había enamorado de una chica vecina llamada Lucy que finalmente se casó con su conocido Edwin Ackerman, lo que provocó que King tuviera celos tremendos. Como adulto, King se graduó en la universidad y luego en la escuela de medicina, y obtuvo un título en grado de Psiquiatría. Decidió usar sus habilidades de proyección de imágenes ahora más desarrolladas en una vida secreta de crimen. Cuando los poderes de Henry crecieron, su cabeza creció anormalmente alta y perdió todo su cabello. Su primer acto delictivo fue crear construcciones mentales que le robaron el dinero que necesitaba para financiar sus nuevas actividades. Luego se convirtió en un señor del crimen. A principios de 1942, Brain Wave se puso en contacto con el profesor Elba, desarrollador del "suero de la locura", aumentado por las habilidades mentales de Brain Wave. Se administró a personas de todo el país, lo que provocó que cometieran delitos. El profesor Elba fue derrotado por la Sociedad de la Justicia de América cuando intentó inyectarle a Johnny Thunder. El Doctor Mid-Nite hizo que se inyectara a sí mismo y murió cuando se cayó por una ventana.
Al darse cuenta de este equipo de vigilantes, Brain Wave se acercó a miembros individuales de la JSA como el psiquiatra Dr. Henry King. Al implantar sugerencias post-hipnóticas para reunirse en la Feria Mundial Perisphere de 1939, unió a cada uno de los JSAers (excepto Green Lantern) a una cámara mental que los sumergió en una fantasía de conflicto en tiempos de guerra. Luego, Brain Wave reunió al All-Star Squadron en la torre Trylon de la Feria Mundial, aprisionando a cada uno de ellos en el mismo dispositivo. Una vez que Green Lantern se conectó al dispositivo, su fuerza de voluntad resultó ser demasiado grande para la cámara y su orquestador, dejándolo en ruinas y King mentalmente inestable.
En 1943, Brain Wave nuevamente luchó contra la Sociedad de la Justicia, cuando sus miembros individuales rastrearon varias operaciones criminales hasta el Dr. King. En este momento, desahogó su venganza contra Edwin Ackerman. Starman rastreó a King hasta su oficina de psiquiatría, pero no pudo presentar pruebas suficientes para arrestar al villano. Cada uno de los JSAers, además de las heroínas Wonder Woman, Hawkgirl, Inza Cramer, Dian Belmont, Doris Lee y Peachy Pet Thunder, quienes estaban vestidos como sus contrapartes masculinas, finalmente convergieron en la torre de King's Sharktooth Bay. Usó imágenes de sus novios para capturarlos, pero cuando trató de gasear al grupo, Wonder Woman rompió sus grilletes y persiguió a King, quien saltó de su torre a su presunta muerte.
Sin embargo, la bata de King quedó atrapada en la rama de un árbol mientras caía. Así salvado, buscó venganza utilizando su dispositivo de rayos de contracción para encoger a los JSAers a una altura de 8 pulgadas. Atrajo a la Mujer Maravilla al robarle las actas de las reuniones anteriores de la JSA. Fue a buscar las copias y, mientras no estaba, Brain Wave encogió los miembros masculinos y se los llevó con él. Guardándolos como trofeos en su guarida, King dejó a sus enemigos para reunirse con sus secuaces. Con la ayuda de los pájaros aliados de Hawkman, los JSAers se fueron para enfrentarse directamente a los secuaces criminales mientras intentaban cometer delitos. Finalmente, Johnny Thunder comandó a Thunderbolt para restaurar a cada miembro a su altura adecuada, y cuando se metió en problemas, su Thunderbolt llevó a los otros miembros a la Torre. Luego, la JSA convergió una vez más en la torre Sharktooth Bay, pero no se dio cuenta de que el camino que conducía allí estaba minado. Thunderbolt teletransportó las bombas debajo de la torre y Brain Wave pareció morir una vez más.
Sobrevivió esta vez porque las piedras lo protegieron de la explosión. King adoptó el alias del psicólogo de los sueños Dr. Forest Malone. En 1946, solicitó a sus adversarios que se sometieran a su analizador de sueños experimental. Este dispositivo llevó lentamente a cada miembro a la locura. Por ejemplo, Hawkman pensó que era un termómetro, Átomo pensó que era una esponja, Doctor Mid-Nite pensó que era una enfermedad infecciosa y Green Lantern pensó que era el Sol y que tres globos eran sus planetas. Solo Johnny Thunder no se vio afectado; él era un pensador chiflado de todos modos y, como tal, era inmune a la trama y en realidad se volvió cuerdo. Con la ayuda de Thunderbolt, King fue detenido esta vez y encarcelado, aunque un golpe en la cabeza devolvió a Johnny a su estado normal.
King escapó del confinamiento en 1947 y se unió a la primera encarnación del Mago de la Sociedad de la Injusticia del Mundo. Cada miembro recibió un ejército de fugitivos de la prisión (de cinco fugas masivas diseñadas por ISW) y se le asignó robar un artículo clave del gobierno y capturar o matar a un miembro de JSA. Green Lantern llegó a Uthorium Town justo cuando las fuerzas armadas se acercaban a los criminales que controlaban la ciudad. De repente, el pueblo desapareció en un destello de luz. Green Lantern comenzó una búsqueda del ejército criminal y descubrió que la ciudad había reaparecido a unas pocas millas de distancia y que los delincuentes estaban saqueando utorio de un laboratorio. El Emerald Crusader se acercó para atacar, cuando apareció Brain Wave y abrió un bote de utorio en su presencia. Cegado, Green Lantern formó una burbuja de energía para protegerse mientras Brain Wave y sus hombres terminaban su trabajo. Recuperándose más tarde. Green Lantern descubrió un rastro radiactivo dejado por el utorio y lo siguió, descubriendo a algunos de los matones con un invento llamado "Mirage-Thrower", que engañó a los conductores de tanques del ejército para que cruzaran un lago congelado que en realidad no estaba congelado. Green Lantern salvó los tanques y los hombres, luego siguió un rastro para descubrir Brain Wave dentro de una extraña caja de vidrio. Disparándole su anillo de poder, el rayo rebotó, derribando al Cruzado Esmeralda por un precipicio, hasta su (aparente) muerte. El anillo de poder de Green Lantern lo salvó en el último momento y liberó a sus compañeros de equipo, quienes habían sido capturados por ISW y sometidos a un juicio simulado. Llegó a ellos capturando y haciéndose pasar por el Pensador, y capturó a King y sus colegas. Cuando Superman desapareció durante un año debido a un hechizo lanzado por el Mago, se mencionó que Brain Wave afirmó que él había estado detrás. De hecho, sin embargo, el mago había sido contratado por el coronel Edmond H. Future, para que Superman no pudiera frustrar la ola de crímenes de alto perfil de Future. En última instancia, el Mago finalmente fue persuadido para traer de vuelta a Superman (resultó que solo se había tomado el recuerdo de Superman de ser Superman), lo que demuestra que el Mago estaba detrás de esto.
En 1976, King apareció nuevamente como un villano, esta vez loco después de sus muchos años en confinamiento solitario. Culpó a la Sociedad de la Justicia por su castigo. Usando el puro poder de su cerebro, así como los dispositivos reconstruidos de sus días con la Sociedad de la Injusticia, creó una sede de estación espacial que orbitaba la tierra. Su deseo era coleccionar muchos de los hermosos objetos de arte de la tierra, tener un nuevo cuerpo construido para él y al final destruir la JSA.
Para lograr su segundo objetivo, buscó y encontró a un Per Degaton muy disminuido, otro villano de JSA y miembro fundador de ISW, ahora nada más que un vagabundo sin hogar. Llevó a Degaton a su estación espacial y usó sus dispositivos científicos para rejuvenecerlo al aprovechar la "energía de voluntad" de los JSAers y alimentar a Degaton con esa energía.
Brain Wave organizó tres desastres y transmitió la información, de forma anónima, a la computadora de la JSA. Los desastres ocurrirían en Seattle, Washington; Ciudad del Cabo, Sudáfrica; y Pekín, China.  La transmisión también hizo que la computadora JSA concluyera la destrucción total de la vida en la Tierra si estos desastres no se evitaban. La JSA (Hawkman, Flash, Doctor Mid-Nite, Wildcat, Doctor Fate y Green Lantern) se dividieron en equipos y viajaron a esas ciudades en un intento de investigar y detener la destrucción. Sus acciones dieron como resultado que el equipo obtuviera la ayuda de Robin, Star-Spangled Kid y una mujer que nunca antes habían conocido: Power Girl, que ayudó a detener un volcán.
Fue Power Girl quien descubrió que Brain Wave estaba detrás de los desastres. Usando el Sky-Rocket de JSA (una nave espacial reutilizable), Flash, Wildcat y Power Girl entraron en la órbita terrestre en busca del satélite de Brain Wave. Más tarde se les unieron los otros héroes. Juntos, lucharon contra Brain Wave y Per Degaton, pero casi pierden la batalla cuando Brain Wave usó sus poderes para poner a la Tierra en curso de colisión con el Sol. Cuando Power Girl empujó el satélite lejos de la Tierra y hacia el Sol, el calor hizo que los villanos se desmayaran. Los dispositivos electrónicos se acortaron, la batalla terminó y las potencias de la JSA trajeron al equipo y a los villanos de regreso a la Tierra.
En 1977, menos de un año después, Brain Wave apareció nuevamente, ya no encarcelado, pero dentro de la sede de JSA como miembro de la Sociedad de la Injusticia reunida (Icicle, Mago y Pensador). El equipo de villanos había capturado tanto a Hourman como a Wildcat y lanzó un desafío a la JSA: "Debes luchar contra nosotros por sus vidas en los lugares que elijamos, la tierra del oro congelado y la isla de la llama siempre ardiente". Al final, ambos héroes se salvaron.
Años más tarde, Ultra-Humanidad reclutó a Brain Wave, Monocle, Rag Doll, Psico-Pirata, Mist, y cuatro villanos de Tierra-1 (Plant Master, Signalman, Cheetah y Killer Frost) en una nueva Sociedad Secreta de Super Villanos. Había ideado una máquina que, con el sacrificio de 10 héroes de la Sociedad de la Justicia y la Liga de la Justicia para mantenerse en estasis (cinco de cada equipo), todos los héroes en una de sus Tierras desaparecerían. Luego, a cada villano se le asignó la tarea de deshacerse de su némesis de mucho tiempo. Brain Wave derrotó fácilmente a Johnny Thunder y lo llevó a Ultra-Humanidad. Los héroes capturados fueron enviados al Limbo, limpiando la Tierra de héroes disfrazados, pero Ultra-Humanidad había engañado a los villanos de  Tierra-1 para que los ayudaran diciéndoles que tenían las mismas posibilidades de que su Tierra fuera purgada de héroes. Cuando los villanos de Tierra-1 descubrieron que les habían mentido, Ultra-Humanidad también los envió al Limbo para deshacerse de ellos. Mientras que los villanos de Tierra-2 libraron una ola de crímenes masivos en su mundo libre de héroes, los villanos de Tierra-1 rescataron a los héroes capturados en el Limbo. El equilibrio de héroes en la Tierra-Dos fue restaurado, y los héroes liberados derrotaron rápidamente a Ultra-Humanidad y sus compinches de Tierra-2. Ultra-Humanidad, Brain Wave, Psico-Pirata, Monocle, Rag Doll y Mist fueron encarcelados en el Limbo.
Mientras estaba atrapado allí, Ultra-Humanidad, con la asistencia psíquica de Brain Wave, se puso en contacto consigo mismo en el pasado, cuando ocupó el cuerpo de Dolores Winters en 1942. Ultra-Humanidad aprendió por sí mismo una forma de abrir un portal al Limbo en el 1940 El Ultra-Humanidad escapó de regreso a 1983. El Ultra-Humanidad convenció a su contraparte de 1942 para formar equipo con las versiones de ese día de sus compañeros de equipo, además de sus propios reclutas. Ultra-Humanidad luego adquirió Power Stone y usó su poder, junto con sus secuaces, para atacar y derrotar al All-Star Squadron. Para su consternación, Ultra-Humanidad decidió reclutar a Infinity Inc., los hijos, hijas y aprendices de la Sociedad de la Justicia, para usarlos como su fuerza de ataque con lavado de cerebro. Quería que mataran a sus propios padres/mentores antes de que pudieran engendrar a los mismos niños que fueron enviados a matarlos. El propio hijo de Merry Pemberton los sigue y se une al All-Star Squadron para derrotarlos. Simplemente había demasiados héroes para que Ultra-Humanidad, Brain Wave y compañía los manejaran, y fueron devueltos al Limbo.
En 1983, Ultra-Humanidad quería vengarse de Infinity Inc. por ayudarlo a derrotarlo en 1942. Con ese fin, capturó a su viejo enemigo Superman y lo "ahogó" en Koehaha, el río del mal. Usó a Superman para convocar a cinco miembros más de la JSA a una trampa: Hawkman, Green Lantern, Wonder Woman, Átomo y Robin. Superman también los "ahogó", y todos se volvieron malvados bajo la influencia del famoso río. Mientras investigaba el ahogamiento, Brain Wave Jr. y Star Spangled Kid quedaron incapacitados por una avalancha provocada por Ultra-Humanidad y se presume que están muertos.
Ultra-Humanidad eligió a esos héroes en particular debido a su relación con los Infinitors. Después de batallas masivas, los Infinitors (con la ayuda de los otros JSAers), derrotaron a sus padres y arrinconaron a Ultra-Humanidad. Trató de inundar la cámara con las aguas de Koehaha, pero en cambio, todos fueron absorbidos por el Limbo. Brain Wave usó su poder para aprovechar el de su hijo y el convertidor de Star Spangled Kid para lograrlo, y le hizo saber a Ultra-Humanidad que no estaba contento de que Ultra-Humanidad hubiera intentado matar a su único hijo. Se enfrentaron en un duelo psíquico a muerte, que terminó cuando Brain Wave protegió a su hijo de un psi-bolt perdido. Ultra-Humanidad aprovechó la distracción de Brain Wave para matarlo. El acto final de Brain Wave fue legar su poder a su hijo, quien lo usó para apagar el poder de Ultra-Humanidad.
El Detective Marciano más tarde se hizo pasar por Brain Wave para infiltrarse en la Sociedad Secreta de Supervillanos. El atrajo a los miembros de la Sociedad Secreta de Supervillanos Amos Fortune, Black Hand, Blockbuster, Bolt, Capitán Bumerang, Cheetah, Cheshire, Crazy Quilt, Deadshot, Doctor Alchemy, Doctor Fósforo, Doctor Sivana, Fiddler, Floronic Man, Gorilla Grodd, Heat Wave, Hector Hammond, Killer Frost, Mayor Disaster, Monocle, Per Degaton, Pingüino, Hiedra Venenosa, Prankster, Psico-Pirata, Rainbow Raider, Riddler, Royal Flush Gang (menos Rey), El Espantapájaros, Signalman, Solomon Grundy, Sonar, Star Sapphire y el Mago a un lugar, permitiendo a la Liga de la Justicia derrotarlos.
En el cruce de Blackest Night, Brain Wave fue identificado como uno de los fallecidos sepultados debajo del Salón de la Justicia. El cadáver de Brain Wave fue reanimado como parte del Black Lantern Corps.
En el Universo DC después del final de la marca DC Rebirth, el origen de Brain Wave estaba intacto donde luchó contra la Sociedad de la Justicia junto con sus compañeros miembros de la Sociedad de la Injusticia. Brain Wave enfrentó a Flash en la batalla usando una construcción psíquica de un gran gorila. Después de que Brain Wave desata un poderoso ataque psíquico que derriba a todos, Per Degaton y Vándalo Salvaje se preparan para acabar con Hawkman y Hawkgirl. Hawkman y Hawkgirl lanzan sus mazas lo suficiente como para que choquen. Esto permite que la Sociedad de la Justicia cambie las tornas contra la Sociedad de la Injusticia, con Brain Wave derrotado por Flash.

## Poderes y habilidades
Tanto King Sr. como Jr. tienen una variedad de poderes mentales. King Sr. originalmente era mucho más fuerte, pero tras su muerte, de alguna manera le pasó sus poderes a su hijo, lo que aumentó enormemente el nivel de poder de King Jr.
El principal de sus poderes es la telepatía. Ambos pueden dominar muchas mentes a la vez y hacer que las personas vean ilusiones, o incluso que tengan un control total sobre ellas. La proximidad parece clave para la eficacia de este poder, aunque no tenía un alcance definido. King Jr. mencionó cómo incluso las voluntades fuertes no pudieron resistirlo cuando estaba justo al lado de ellos. Mientras que muchos telépatas filtran los pensamientos de los demás, King Jr. permite que las millones de mentes con las que se encuentra constantemente fluyan libremente a través de su mente.
Los poderes de los Reyes menos utilizados incluyen la telequinesis, la creación de hologramas tridimensionales realistas y la capacidad de disparar ráfagas de energía psiónica.

## En otros medios
- Brain Wave aparece en el especial de televisión Superman: 50th Anniversary, interpretado por Robert Smigel.
- Un personaje inspirado en Brain Wave llamada Molly Griggs aparece en el episodio de Smallville, "Delete", interpretada por Missy Peregrym. Ella es una hacker capaz de controlar las mentes a través del hipnotismo asistido por computadora que utiliza el nombre de usuario de Internet "Brainwave".[16]
- Henry King Sr./Brainwave aparece en Stargirl, interpretado por Christopher James Baker. Esta versión es un miembro de la Sociedad de la Injusticia de América (ISA) que trabaja como neurocirujano en su identidad civil. Creyendo que la humanidad es inherentemente mala, desarrolló poderes psiónicos después de experimentar consigo mismo a una edad temprana para demostrar que la mente humana podía evolucionar artificialmente a través de la ciencia. Cuando la ISA atacó a la Sociedad de la Justicia de América (JSA) diez años antes de la serie, Brainwave mató personalmente a Hawkman, Hawkgirl y Johnny Thunder. Después de descubrir que Stargirl había tomado posesión del Bastón Cósmico de Starman y al enterarse de su identidad secreta en el presente, Henry Sr. intenta matarla y quitarle el bastón, pero ella lo derrota y lo deja en coma. Como parte de los planes de la ISA para Project: New America, Icicle hace preparativos para revivir a Henry Sr., quien finalmente despierta de su coma y se reincorpora a la ISA. Cuando Stargirl lidera una nueva iteración de la JSA contra la ISA, Henry Sr. intenta manipular a Wildcat usando sus recuerdos de su hijo Henry King Jr. contra ella, pero ella ve a través de sus tácticas y lo mata.[17][18]